# Filó d'Alexandria
Filó d'Alexandria o Filó Jueu (en hebreu ידידיה Iedidià, o פילון Filón, grec antic: Φίλων, llatí: Philon Judaeus; Alexandria, c. 13 aC? - 50 dC) és considerat el primer filòsof jueu. Té una gran rellevància en la història de la filosofia, ja que intenta establir un diàleg entre la mentalitat jueva i la filosofia grega, a més del fet de ser contemporani als inicis del pensament cristià. La seva obra no va tenir gaire acceptació ni entre els jueus ni entre els grecs. No obstant això, va ser rebuda amb entusiasme pels primers cristians, que van arribar a considerar-lo un dels seus. Eusebi de Cesarea va arribar a creure que els therapeutae, un grup d'ermitans jueus de vida ascètica que habitaven el desert egipci, descrits per Filó en De vita contemplativa, eren en realitat una secta cristiana.
Es coneixen molt pocs detalls de la seva vida i els pocs que se'n saben procedeixen fonamentalment de la seva pròpia obra, especialment del llibre Legatio ad Gaium, així com del llibre Antiguitats jueves, de Flavi Josep.
L'única dada de la seva biografia que es coneix amb seguretat és la seva intervenció en l'ambaixada que els jueus alexandrins van enviar a l'emperador romà Calígula per sol·licitar la seva protecció dels atacs dels grecs de la ciutat. Va dirigir l'ambaixada a Roma junt amb quatre jueus més per demanar la revocació del decret, ambaixada que va arribar a Roma vers finals del 39 o començaments del 40; romania a Roma quan Calígula va ordenar posar una gran estàtua seva al temple de Jerusalem. Calígula volia obligar els jueus a adorar les estàtues dels emperadors. La col·locació de l'estàtua no es va produir a causa de l'assassinat de l'emperador. Va retornar a Roma durant el regnat de Claudi. Filó es defineix com el més vell dels ambaixadors.

## Obra
L'obra de Filó d'Alexandria és, fonamentalment, una síntesi entre la religió jueva i la filosofia grega, i més concretament, la filosofia platònica. Estableix tot un seguit de temes que es desenvoluparan en la filosofia medieval: relació entre raó i fe, problema sobre la creació del món, antropologia de l'ésser humà. En conjunt, les conclusions a què arriba resulten poc clares, i no són coherents al llarg de tota l'obra.
Defensa que les Escriptures són l'única font del saber humà, i creu que Moisès, com a suposat autor del Pentateuc, fou el savi més gran. Argumenta, però, que es poden fer dues lectures de la revelació: en sentit literal o al·legòric, i que cal donar més rellevància a la segona. Aquesta interpretació al·legòrica permet una interpretació moral o espiritual, tant de la revelació com de la mateixa història de la humanitat, que adquireix un sentit vital.
Les seves obres queden classificades en:
- Obres de caràcter filosòfic: Sobre l'eternitat del món, ...
- Obres exegètiques: comentaris al Pentateuc. Qüestions relatives al Gènesi i a l'Èxode.
- Obres historicoapologètiques: relatives a la història i ideologia d'Israel. La vida de Moisès.

Alguns títols foren:
- Mundi Incorruptibilitate
- Quod omnis Probus Liber (sobre els esenis)
- De Vita Contemplativa[3]
- Adrersus Flaccum
- Legatio ad Caium
- De Nobilitate
- De Mundi Opificio
- Legis Allegoriarum
- Circumcisiones de Monarchia
- De Praemiis Sacerdotum
- De Victimis
- De Praemiis ac Poenis

## Filosofia

### Concepció de Déu
Per a Filó d'Alexandria, Déu és transcendent i inexpressable. Ha ofert la revelació a la humanitat de l'única manera que aquesta la pot entendre: antropomòrficament.
L'única manera d'acostar-se a Déu és descartant el coneixement sensorial i l'opinió com a coneixement vàlid. D'aquesta manera, hom pot aspirar a identificar-se amb la consciència divina.

### Creació del món
No creu que la creació sigui ex nihilo, sinó que defensa l'existència d'una matèria subsistent. Tant Déu com aquesta matèria són principis eterns. No obstant això, Filó aconsegueix encabir en la religió aquesta concepció fent la distinció següent: Déu és l'ésser, i la matèria és el no-ésser. D'aquesta manera, ve a ser cert que Déu crea el món del no-res, ja que ho fa a partir d'una entitat sense identitat respecte d'ell. Es tracta d'una postura ambigua entre platonisme i judaisme, que no precisa clarament com s'ha d'entendre la matèria.
En línia platònica, defensa l'existència d'un món sensible, en el qual vivim, i un món intel·ligible, que és el conjunt dels pensaments de Déu.

### Logos
Filó defineix el logos com a ment divina, i seu de les idees. El logos és el mitjà que utilitza Déu per a donar forma a la matèria, i s'ha d'entendre com a intermediari entre Déu i el món.

### Antropologia
L'ésser humà és la unió de cos i ànima. A conseqüència del pecat original, l'ànima ha caigut en el món i ha quedat lligada a l'ésser humà, que és matèria i font de pecat. Fa una distinció de l'ànima en racional i irracional.
La finalitat de l'ésser humà ha de ser arribar a l'alliberament del cos per poder experimentar l'èxtasi diví.